# Slag op de Zuiderzee

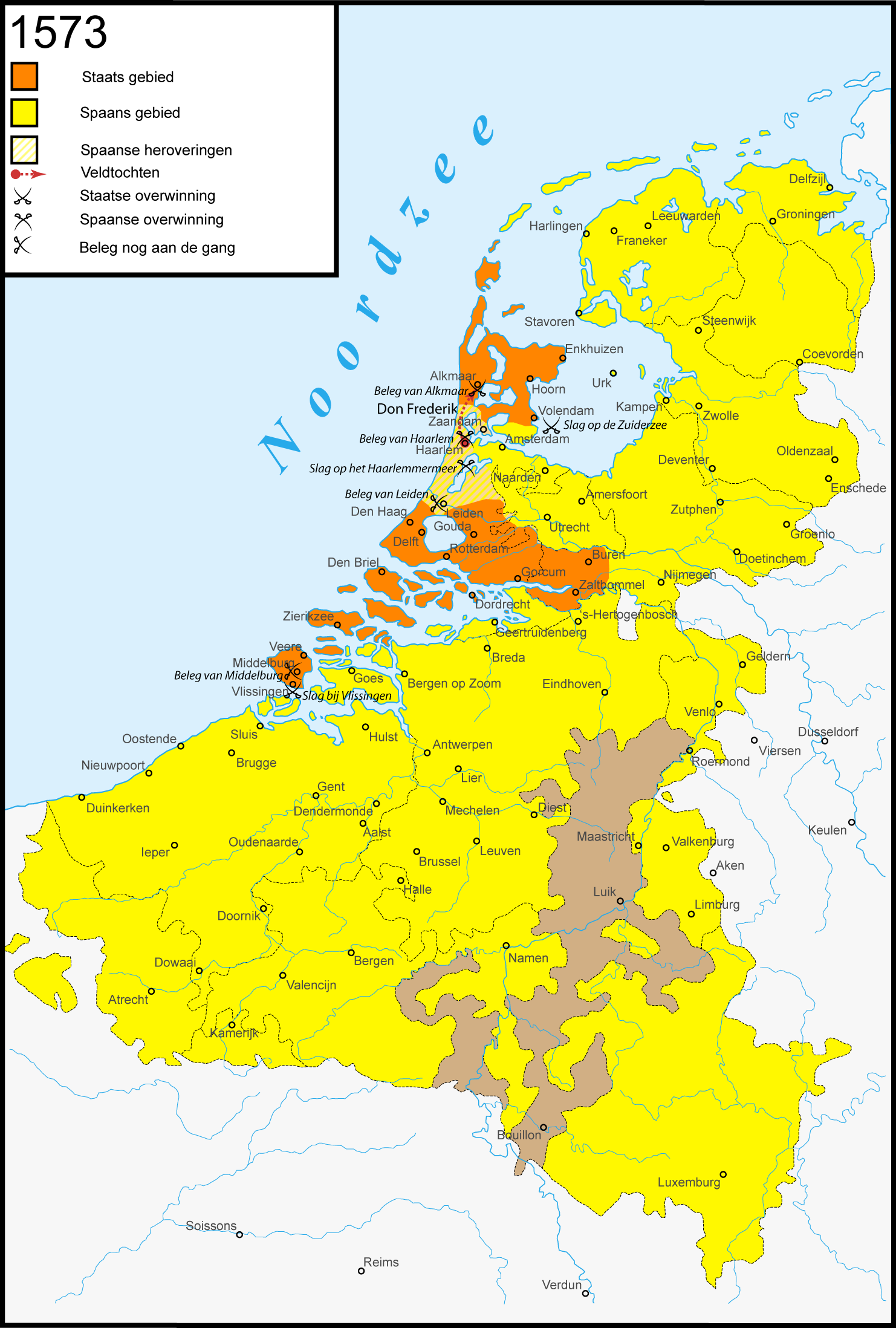
Oorlogstoestand in 1573

De Slag op de Zuiderzee op 11 oktober 1573 was een treffen tussen de watergeuzen en een Spaanse-Vlaamse vloot, dat werd gewonnen door de watergeuzen.

## Voorgeschiedenis
Voorafgaand aan de Slag op de Zuiderzee hadden de watergeuzen enkele strategische plaatsen veroverd, zoals Den Briel (1 april 1572) en Vlissingen (22 april 1572). Daarnaast had ook Enkhuizen zich achter de prins geschaard (21 mei 1572). Hierdoor konden de geuzen de Rijn, Schelde en Zuiderzee blokkeren.
Deze blokkades leidden ertoe dat de Spaanse troepen onder leiding van de hertog van Alva het financieel moeilijk kregen. In militair opzicht waren de Spanjaarden op dat moment wel succesvol. Dankzij Don Frederiks veldtocht vielen vele steden in hun handen, waaronder Mechelen, Naarden, Zutphen en andere steden in Gelderland en Overijssel.
Sinds november 1572 heerste er een strenge vorst in de Nederlanden. Op de Zuiderzee lag een Geuzenvloot, die in het kader van de Blokkades van Amsterdam de terugkerende Amsterdamse Oostzeevloot opwachtte. De ingevroren Geuzenvloot zou voor Don Frederik en zijn troepen nu een makkelijke prooi zijn.
Don Frederik wilde na de verovering van Naarden tot aanval op de Geuzenvloot overgaan. Toen stak er een storm op, waardoor het ijs brak en de Geuzenvloot ontsnappen kon. Don Frederik wilde de achtervolging inzetten, maar toen, alsof het een wonder was, draaide de wind ineens. Don Frederik moest opgeven. In Amsterdam werd Don Frederik feestelijk en warm ontvangen. Amsterdam was er economisch bij gebaat als Don Frederik Haarlem zou veroveren. Amsterdam zou gaan zorgen voor aanvoer van levensmiddelen en krijgsbehoeften tijdens het beleg van Haarlem. Op 13 juli 1573 viel Haarlem in handen van de Spanjaarden, waarmee de opstandelingen in Noord- en Zuid-Holland van elkaar gescheiden raakten.
Twee dagen na de Spaanse overwinning op Haarlem, op 17 juli 1573, arriveerde ook Alva in Amsterdam. De volgende morgen had hij een ontmoeting met Don Frederik in Haarlem, daarna ging Alva weer naar Utrecht voor krijgsraad. Op 29 juli brak er in Haarlem een muiterij uit die bezworen moest worden, waardoor Alva moest terugkeren. Overtuigd van een snelle overwinning liet hij Don Frederik Alkmaar belegeren. Dit beleg moest hij echter op 8 oktober staken, doordat de dijken werden doorgestoken.
Alva dacht dat naast een veldtocht ook een aanval op West-Friesland vanaf de Zuiderzee zeer effectief zou kunnen zijn. Hij hield in Amsterdam toezicht op de bouw van een vloot bestaande uit twaalf schepen en zes jachten die werd uitgerust voor dat doel. Het duurde tot 12 september voordat deze vloot gereed was. Het admiraalsschip droeg de veelzeggende naam "Inquisitie" en was zeer zwaar bewapend, zoiets hadden ze in Amsterdam nog nooit gezien. De hele vloot stond onder bevel van de Henegouwer Maximiliaan van Hénin-Liétard (Maximiliaan van Bossu).

## Strijd om de Zuiderzee
De blokkade van Amsterdam was Alva een doorn in het oog. Hij besloot in september 1573 tot een aanval op de watergeuzen nabij Schellingwoude. Op 14 september beschoten Spaanse schepen de schansen en vielen over land troepen aan. De schans werd veroverd, maar de watergeuzen konden met hun schepen vluchten. De Spanjaarden besloten daarop de geuzen uit de Zuiderzee te verjagen, maar door het slechte weer moesten ze hun plannen enkele weken uitstellen. Dit uitstel gaf de geuzen de gelegenheid weer enigszins te herstellen van de aanval bij Schellingwoude.
Op 3 oktober deden de Spanjaarden een nieuwe poging. De watergeuzen lagen met vijfentwintig schepen onder leiding van Cornelis Dirkszoon, burgemeester van Monnickendam, inmiddels bij Marken. Op 5 oktober vonden de eerste beschietingen plaats. De watergeuzen hadden in vergelijking met de Spanjaarden veel minder munitie, en probeerden daarom Spaanse schepen te enteren om aan boord man tegen man te vechten. Op 6 oktober werden de vijandelijkheden voortgezet: aan beide kanten vielen veel slachtoffers, maar de strijd was nog onbeslist.
De volgende dagen was er een gedwongen pauze: door de wind waren de geuzen naar het noorden gedreven en voor anker gegaan bij Hoorn. Pas op 11 oktober draaide de wind weer, waarop de geuzen koers zetten naar de Spaanse schepen. Opnieuw werd er zwaar gevochten. Jan Haring, een legendarische matroos die ook al naam maakte tijdens de Slag op de Diemerdijk, klom in de vlaggenmast van het vlaggenschip en sneed, onder luid gejuich van de Geuzen, de admiraalsvlag van het schip los. Toen hij weer naar beneden klom, werd hij neergeschoten en viel in zee. De geuzen slaagden erin de mast van het Spaanse vlaggenschip om te hakken. Op het moment dat opvarenden van de andere Spaanse schepen dit zagen, vluchtten de overgebleven schepen naar de veilige haven van Amsterdam. De helft van de Spaanse vloot was tot zinken gebracht.
Alleen achtergebleven gaf de Spaanse bevelhebber Hénin-Liétard, heer van Bossu, zich over, op voorwaarde dat hij en zijn mannen niet gedood zouden worden. Dit werd hem toegezegd. Bossu werd gevangengenomen, in het voormalige weeshuis van Hoorn werd hij gevangen gehouden. Uiteindelijk werd hij vrijgelaten in 1576, na de Pacificatie van Gent. De gevangengenomen Spaanse soldaten werden geruild tegen gevangengenomen Haarlemmers.
Door het mislukte beleg van Alkmaar en de verloren slag op de Zuiderzee, was Alva's poging Noord-Holland te veroveren voorgoed mislukt. Alva verloor zijn prestige na deze nederlagen. Op 23 oktober kwamen meer dan 2.000 scheepslieden bij Alva over de vloer om twee maanden achterstallig loon op te eisen. Als oplichter vluchtte hij bankroet in de nacht van 28 op 29 oktober Amsterdam uit. Niet lang daarna zou hij terugkeren naar Spanje.

## Aandenkens

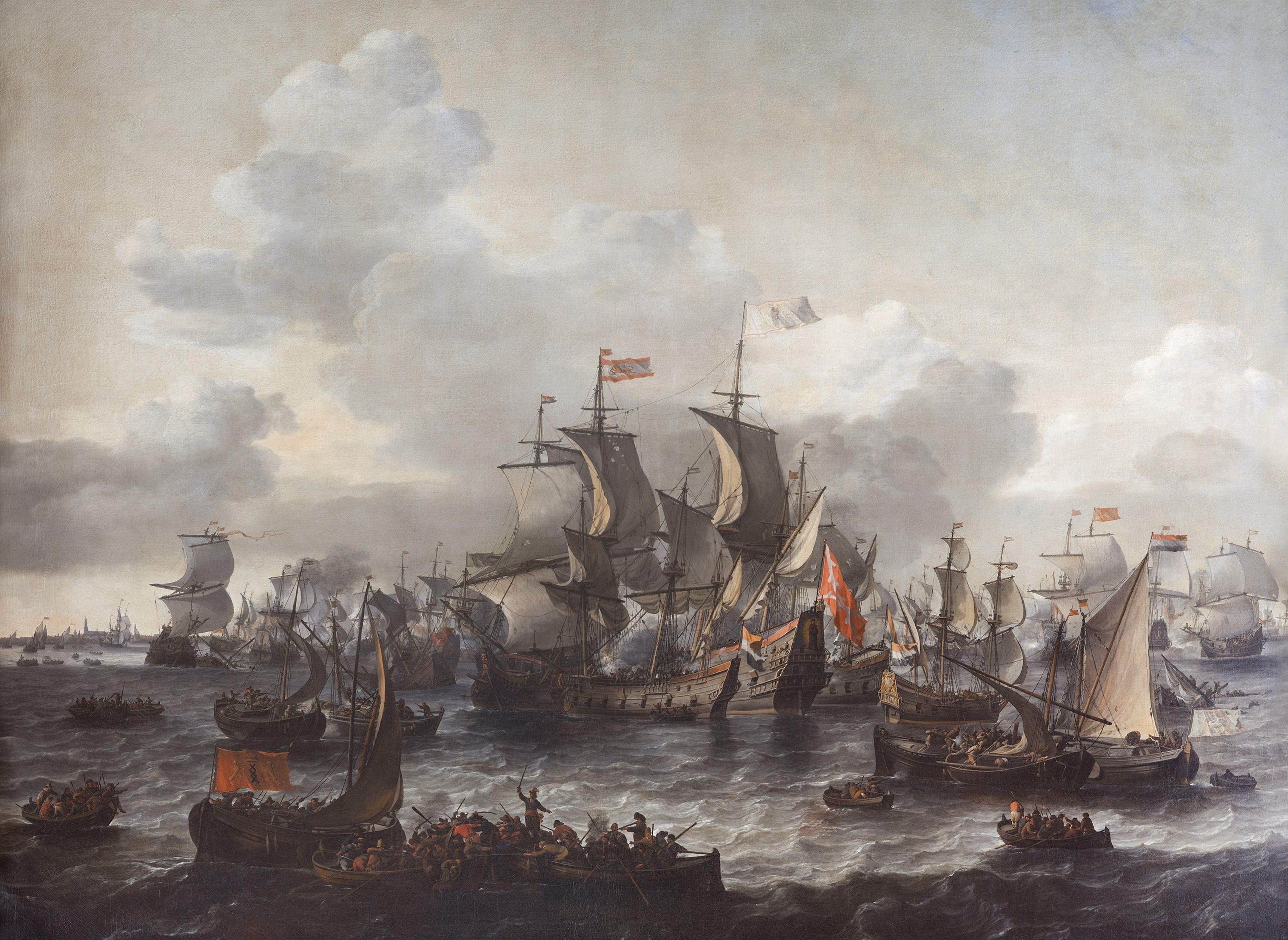
De slag, geschilderd door Jan Theunisz. Blanckerhoff.

In 1663 werd door de raad van de zeven belangrijkste steden van West-Friesland aan Jan Theunisz. Blanckerhoff opdracht gegeven een schilderij te vervaardigen dat het verloop van de slag moest uitbeelden. Dit kunstwerk werd in 1668 voltooid, en hangt sindsdien in het Statenlogement te Hoorn. Op de zogenaamde Bossuhuizen aan de Slapershaven in Hoorn, is in een aantal gevelstenen de slag als stripverhaal verbeeld.
In het Westfries Museum bevinden zich nog een zilveren vergulde pronkbeker en twee zwaarden, die bij de verovering van Bossu's schip buitgemaakt werden. Museum De Noord, het museum van Amsterdam-Noord, bezit een kanonskogel die tijdens de zeeslag is afgeschoten.

## Wrakken Spaanse vloot
Het is onzeker waar de schepen van de Spaanse vloot gebleven zijn, maar in 2020 zijn bij een scan van 73 vierkante kilometer van het Hoornse Hop tien volledige scheepswrakken aan het licht gekomen en resten van nog eens 24 schepen. In 2021 werd onderzocht of deze van de vloot uit 1573 zijn, zoals de archeologen vermoeden. Dat de wrakken niet eerder opgemerkt zijn, komt door de zachte bodem van het Hoornse Hop, waarin gezonken schepen snel wegzakken. Mogelijk blijven de resten daardoor wel beter bewaard dan op een harde bodem.

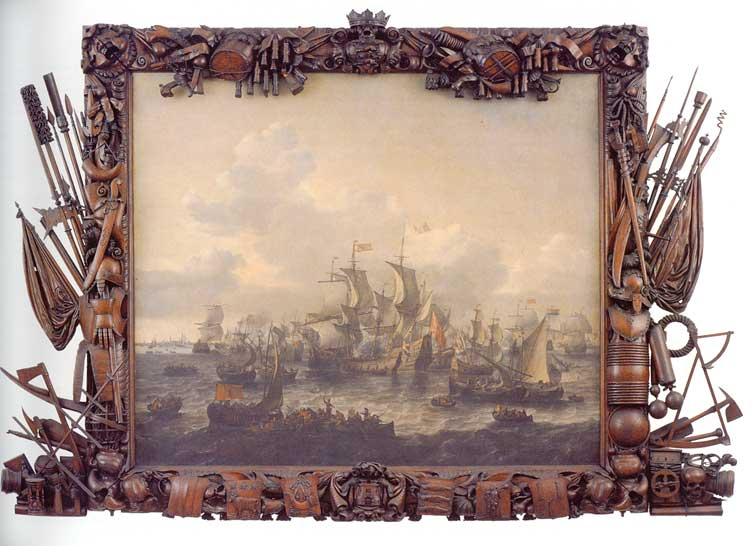
Het schilderij van Blanckerhoff in de lijst van Johannes Kinnema.
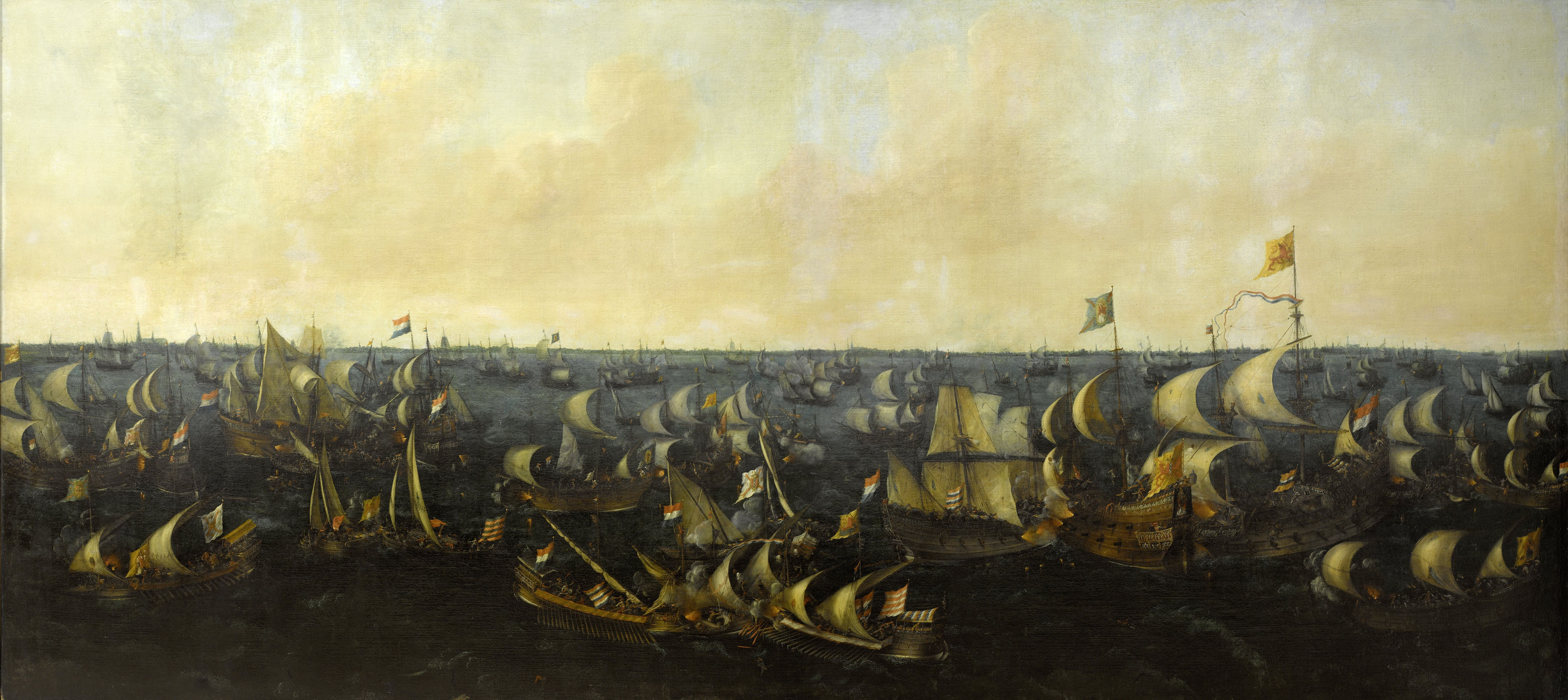
Schilderij van de slag door Abraham de Verwer.
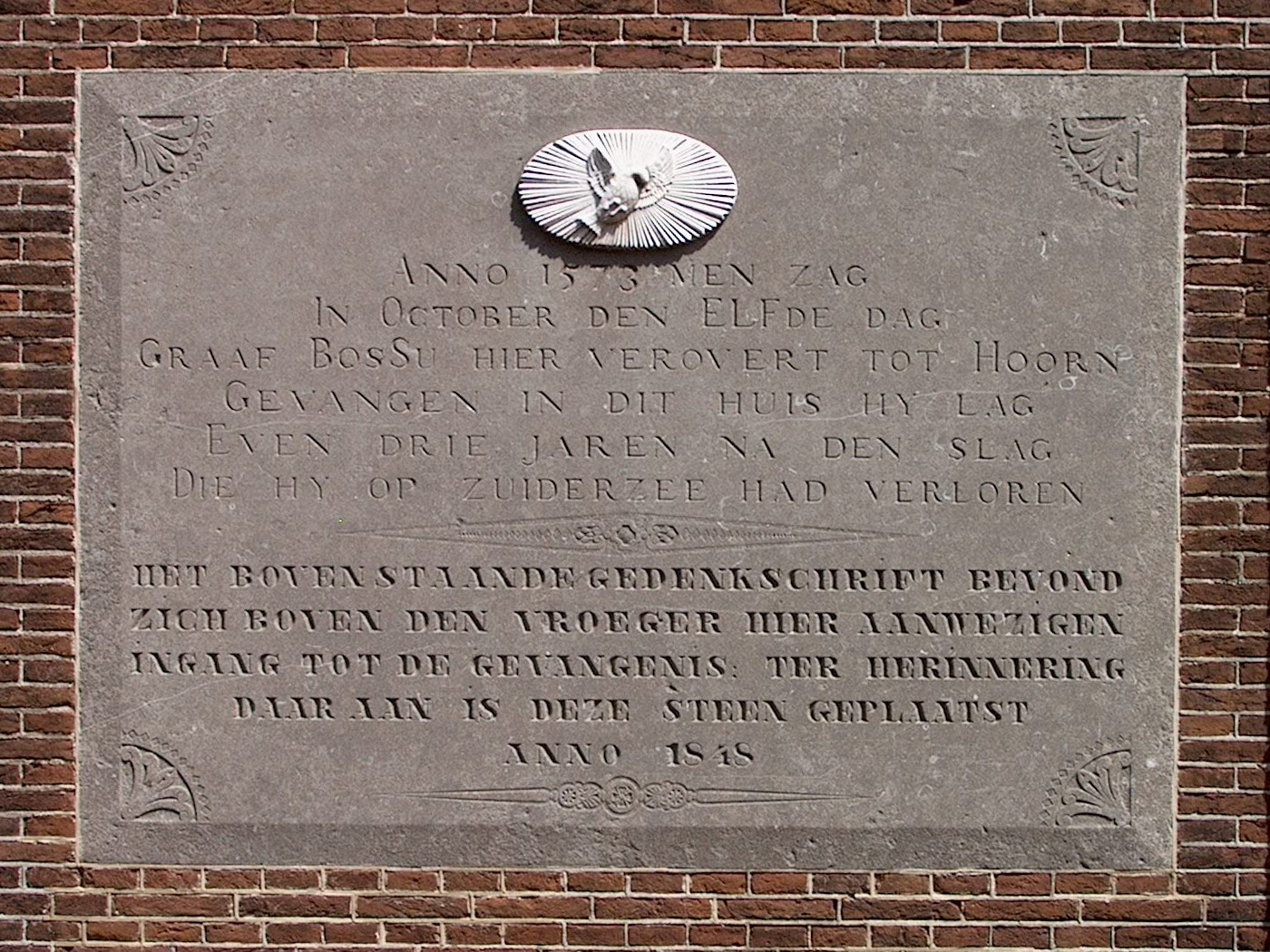
Gevelsteen in het Burgerweeshuis in Hoorn, waar Bossu na de slag werd gevangengezet.
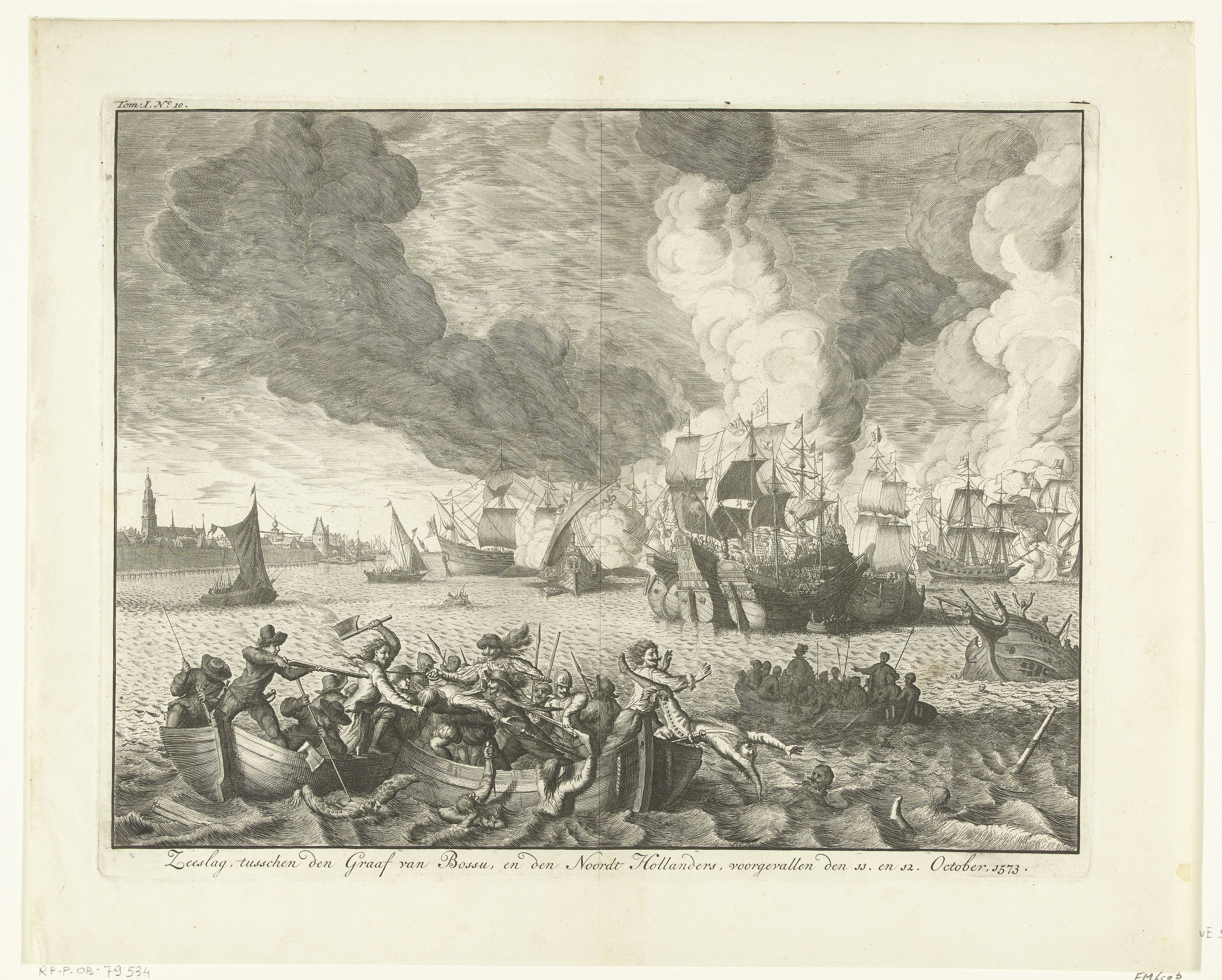
Ets door Jan Luyken, 1730.